# 常陸大宮済生会病院
常陸大宮済生会病院（ひたちおおみやさいせいかいびょういん）は、茨城県常陸大宮市にある医療機関である。正式な病院開設前までは、「県北西部地域中核病院」として呼称され、茨城県内では5番目、全国では80番目の済生会病院である。茨城県の県北西部地域では、地域における中核病院と呼べる総合病院がなく周辺地域住民待望の開設であった。

## 沿革
- 1998年（平成10年）11月1日 - 総合病院誘致期成同盟（会長旧大宮町長）を結成。
- 1998年（平成10年）11月2日 - 総合病院誘致期成同盟から茨城県済生会会長に対し，総合病院開設の要望書提出。
- 2004年（平成16年）3月25日 - 済生会本部理事会において、県北西部地域中核病院の新設を承認。
- 2005年（平成17年）3月13日 - 病院施設の建設開始。
- 2006年（平成18年）7月3日 - 内科と外科の外来診療を開始。（109床稼働）
- 2006年（平成18年）8月8日 - 脳神経外科の外来診療を開始。
- 2006年（平成18年）9月2日 - 泌尿器科の外来診療を開始。
- 2006年（平成18年）9月27日 - こう門科の追加。
- 2006年（平成18年）10月30日 - 小児科の診療を開始。
- 2007年（平成19年）2月2日 - 整形外科の外来診療を開始。
- 2007年（平成19年）8月1日 - 自治医科大学附属病院、地域連携協力施設の認定。
- 2007年（平成19年）11月1日 - 産婦人科、診療科の削除。（診療科目の変更）

## 診療科
- 内科
- 呼吸器科
- 消化器科
- 循環器科
- 外科
- 呼吸器外科
- 肛門科
- 整形外科
- 脳神経外科
- 泌尿器科
- 小児科

診療協力部門
- 看護部
- 薬剤科
- 放射線技術科
- 臨床検査科
- リハビリーテーション科
- 栄養科
- 臨床工学科

## 医療機関の指定等
- 保険医療機関
- 生活保護法指定医療機関
- 労災指定医療機関
- 公害指定医療機関
- 第二種感染症指定医療機関（当院、茨城県知事指定：症例「ジフテリア」や「SARS」等）
- 一般特定疾患研究事業
- 小児慢性特定疾患研究事業
- 障害者自立支援指定医療機関（精神通院医療）
- 救急告示病院
- 二次救急医療機関
- へき地医療拠点病院
- 日本医療薬学会認定薬剤師制度研修施設
- 日本超音波医学会認定超音波専門医研修施設
- 自治医科大学附属病院地域連携協力施設
- 日本大腸肛門病学会認定施設
- 日本外科学会外科専門医制度修練施設
- 日本循環器学会認定循環器専門医研修関連施設
- 日本がん治療認定医機構認定研修施設
- 自治医科大学地域医療後期研修プログラムにおける地域研修医療機関

## 交通アクセス
- JR水郡線 常陸大宮駅下車、茨城交通バスで、「済生会病院」行き（約10分程度）
- 上駅からタクシー（約5分程度）
- 常磐自動車道 那珂インターチェンジから約30分程度
  - 有料駐車場あり